# アントン・シハルリドゼ
アントン・タリエリエヴィチ・シハルリドゼ（ロシア語: Анто́н Тариэльевич Сихарули́дзе, ラテン文字転写: Anton Tarielyevich Sikharulidze, 1976年10月25日 - ）は、ロシア出身の男性フィギュアスケート選手で政治家。2002年ソルトレイクシティオリンピックペア金メダリスト、1998年長野オリンピックペア銀メダリスト。1998年、1999年世界選手権ペアチャンピオン。パートナーはエレーナ・ベレズナヤ、マリア・ペトロワ。ロシア語読みでの姓は「シハルリゼ」が近い。

## 経歴
1992年マリア・ペトロワとペアを組み、1992-1993年シーズンの世界ジュニア選手権では2位となった。翌1994年と1995年の世界ジュニア選手権では連続優勝を果たした。ジュニアクラスで活動する一方でシニアクラスの欧州選手権や世界選手権にも参戦し、世界選手権では6位入賞となるなどシニアでも活躍したが、1995-1996年シーズン終了後にペアを解消し、新たにエレーナ・ベレズナヤとペアを結成した。
1996-1997年シーズン、ベレズナヤとのペアを組んで1シーズン目の欧州選手権で銅メダルを獲得。翌1997-1998年シーズンには欧州選手権とグランプリファイナルを制し、初出場となった長野オリンピックでは銀メダルを獲得。オリンピック後に行われた世界選手権では長野オリンピック金メダルペアのオクサナ・カザコワ&アルトゥール・ドミトリエフが棄権する幸運があったものの、初優勝を飾った。
1998-1999年シーズン以降、世界選手権および欧州選手権でそれぞれ2度優勝を果たし、2度目のオリンピックとなった2002年ソルトレークシティオリンピックでは、不正採点事件で揺れたものの金メダルを獲得。オリンピック後にアマチュアを引退し、プロに転向した。
2006年統一ロシアに入党し、2007年にサンクトペテルブルク立法議会議員に選出された。 2007年12月2日、ロシア連邦議会国家会議（下院に相当する）議員に選出されている。現在、体育・スポーツ委員会委員長である。

## 主な戦績
- 1995-96までマリア・ペトロワとのペア。
- 1996-97よりエレーナ・ベレズナヤとのペア。

| 大会/年            | 1992-93 | 1993-94 | 1994-95 | 1995-96 | 1996-97 | 1997-98 | 1998-99 | 1999-00 | 2000-01 | 2001-02 |
| ------------------ | ------- | ------- | ------- | ------- | ------- | ------- | ------- | ------- | ------- | ------- |
| オリンピック       |         |         |         |         |         | 2       |         |         |         | 1       |
| 世界選手権         |         | 8       | 6       |         | 9       | 1       | 1       |         | 2       |         |
| 欧州選手権         |         |         | 6       | 5       | 3       | 1       | 1       | 失格    | 1       |         |
| ロシア選手権       |         | 6       | 2       | 4       | 2       | 2       | 1       | 1       | 1       | 1       |
| GPファイナル       |         |         |         |         |         | 1       | 2       | 3       | 2       | 2       |
| GPロシア杯         |         |         |         |         | 5       |         | 1       |         | 1       | 1       |
| GPラリック杯       |         |         |         | 5       | 3       | 1       |         |         | 1       | 1       |
| GPスケートカナダ   |         |         |         | 2       |         |         |         | 1       | 2       |         |
| GPスケートアメリカ |         |         |         |         |         |         | 1       | 3       |         |         |
| GP NHK杯           |         |         |         |         |         |         | 1       |         |         |         |
| GPネイションズ杯   |         |         |         |         |         | 2       |         |         |         |         |
| 世界Jr.選手権      | 2       | 1       | 1       |         |         |         |         |         |         |         |